# Museo Rural Comunitario en el Valle de El Bolsón, Catamarca
El Museo Rural Comunitario en el valle de El Bolsón es un museo costumbrista de la vida de la gente en los valles altos del oeste catamarqueño a lo largo del tiempo y a todos aquellos temas relacionados estrechamente. Está en torno a las necesidades e intereses de la comunidad del valle de El Bolsón, buscando rescatar del olvido al pasado para proyectarse hacia el presente y futuro. Se centra, por lo tanto, en el reconocimiento a las personas mayores y en el fortalecimiento de las capacidades y proyectos de los jóvenes.

## El Bolsón
El Valle de El Bolsón comprende, de norte a sur, las actuales poblaciones de: Los Nacimientos de San Antonio, Lampacillo, Cura Quebrada, El Alto El Bolsón, Yerba Buena, Barranca Larga, El Bolsón y Cotagua. Todas ellas dependen del municipio de Villa Vil.

## Breve historia

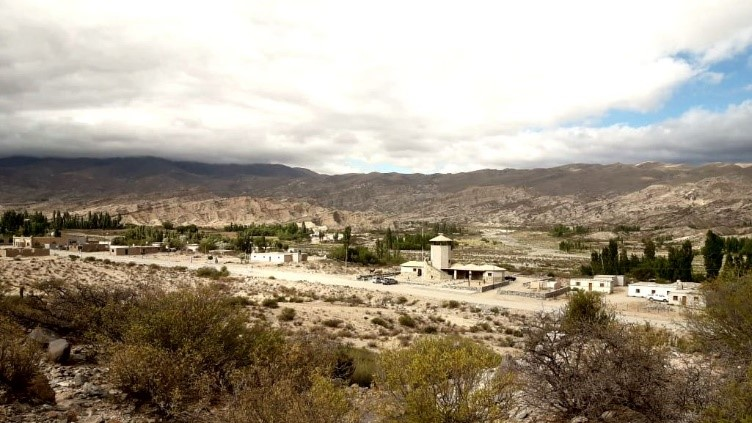
Vista del Valle El Bolsón

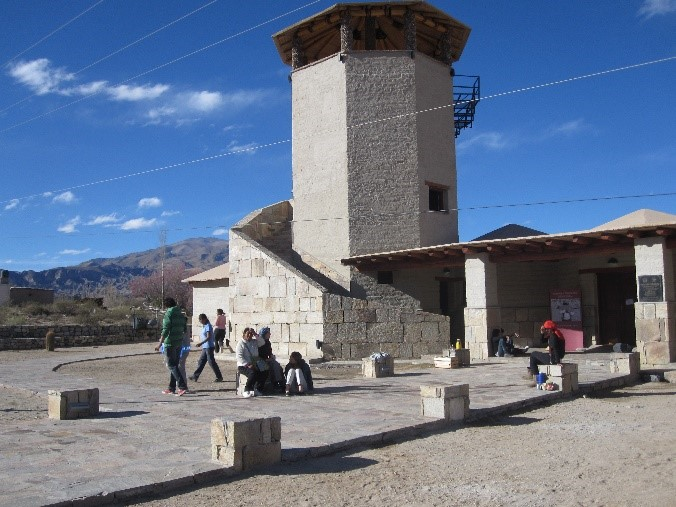
Museo de Barranca Larga

El Museo tiene su origen en 1991, con las investigaciones arqueológicas del Instituto de Arqueología de la Universidad Nacional de Tucumán en el Valle de El Bolsón, las que fueron financiadas por las agencias que promueven la investigación científica en Argentina (principalmente el CONICET, Fondo para la Investigación Científica y Tecnológica - FONCYT y SCAIT). Ante la necesidad de difundir los resultados de las investigaciones, pero también por la necesidad de un espacio físico comunitario donde se pueda poner bajo custodia de la comunidad el material arqueológico recuperado, dos familias del lugar realizan sendas propuestas para crear un museo comunitario: una en el sector de casas sin uso de poblado de Los Nacimientos de San Antonio, y otro en la ex Escuela abandonada de Yerba Buena. A partir de 2006 se consulta a las familias respecto de sus intereses acerca del desarrollo comunitario y entre las distintas propuestas se decide por un Museo-Centro Cultural. En 2007 el intendente de Villa Vil, Ramón Villagra, consulta a la comunidad acerca de las obras a realizar en la zona con los fondos de las regalías mineras que le correspondían a esta localidad por la extracción de minerales de la mina Bajo de la Alumbrera. La comunidad solicita que se realice un Museo, y el municipio comienza ese mismo año con la construcción del museo en Barranca Larga.
El museo se inaugura el 27 de agosto de 2010, y a partir de entonces funciona en manos de la comunidad local, con apoyo técnico del grupo universitario y apoyo económico del municipio de Villa Vil.

## Exhibiciones

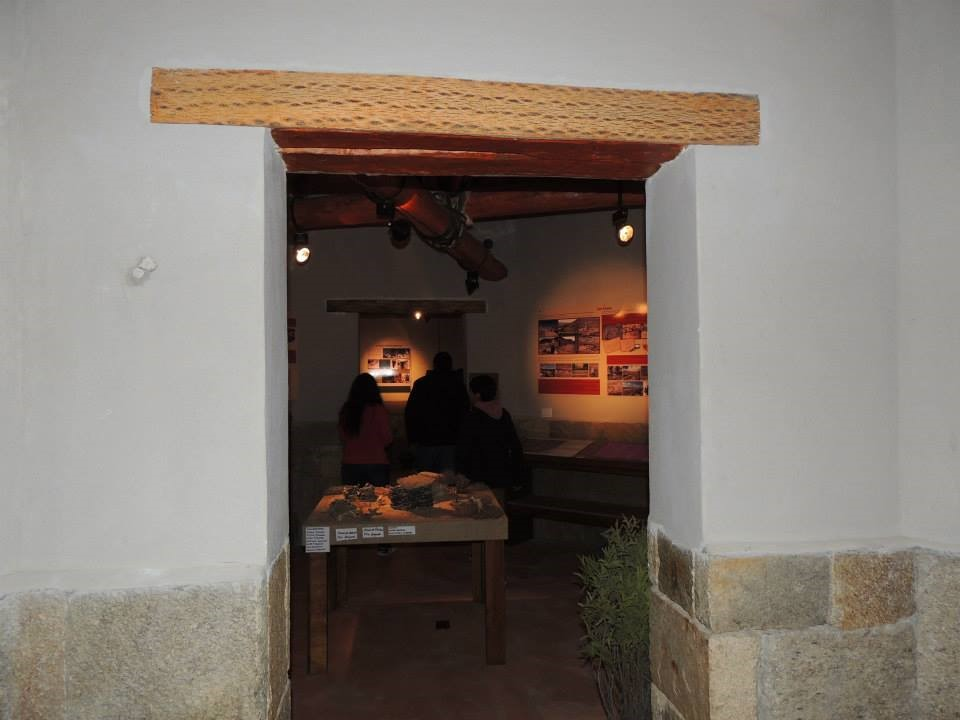
Sala de Exhibición del Museo de Barranca Larga

En las salas de exhibición permanentes se encuentran tres muestras museológicas (en todas ellas hay videos documentales, maquetas y juegos para niños):
- Historia de construcción de las casas, desde el pasado prehispánico hasta tiempos recientes;
- Cocina rural, cultura culinaria y las plantas nativas;
- Tradición textil de la zona, tintes naturales, tejidos con telar.

## Museología comunitaria

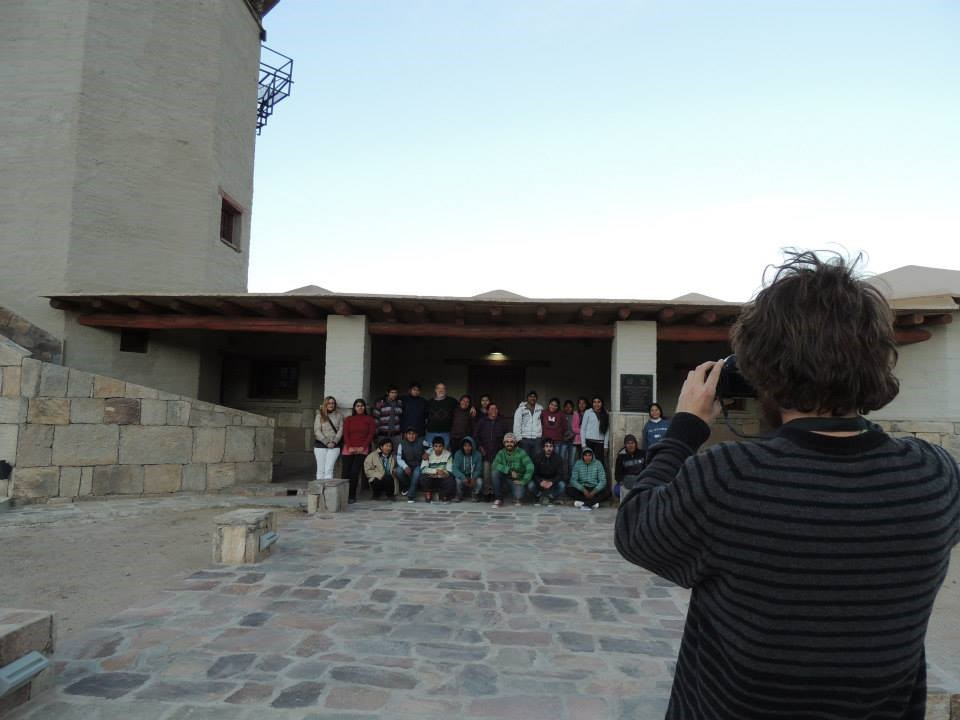
Museo de Barranca Larga

Es una corriente dentro de la arqueología inaugurada en 1972.
Desde los años 90 el mundo de los museos se ha transformado por iniciativas progresistas, con la aparición de profesionales que lucharon con el fin de mejorar las condiciones de las comunidades locales y para que éstas tomaran control de su futuro trabajando y comprometiéndose con el patrimonio común. Los museos locales, ecomuseos y museos comunitarios proliferaron en Francia, Canadá, España, Portugal y México. Se trata de instituciones con sus propias especificaciones, pero con el concepto común de "museo integral" adoptado en la Mesa Redonda de Santiago de Chile de 1972, que implica una visión política con base en enfoques de base y desarrollo comunitario.
El Museo Rural Comunitario del Valle de El Bolsón es considerado una buena práctica en el mundo de los museos, como construcción comunitaria de un espacio de memoria y de proyectos.
Recientemente un proyecto del British Museum, el Proyecto SD CELAR (The Santo Domingo Centre of Excellence for Latin American Research) lo incluyó entre los proyectos que llevan adelante con el objetivo de mostrar las perspectivas innovadoras en el estudio de la cultura y la región en Centro y Sud América.
Aquí la Página en Inglés